# Sung Ji-Hyun
Sung Ji-Hyun (en coreano: 성지현; Seúl, 29 de julio de 1991) es una deportista surcoreana que compite en bádminton. Ganó una medalla de bronce en el Campeonato Mundial de Bádminton de 2015, en la prueba individual.

## Palmarés internacional
| Campeonato Mundial | Campeonato Mundial  | Campeonato Mundial | Campeonato Mundial |
| Año                | Lugar               | Medalla            | Prueba             |
| ------------------ | ------------------- | ------------------ | ------------------ |
| 2015               | Yakarta (Indonesia) | Medalla de bronce  | Individual         |